# Plebanivka, Terebovlea
Plebanivka (în ucraineană Плебанівка) este localitatea de reședință a comunei Plebanivka din raionul Terebovlea, regiunea Ternopil, Ucraina.

## Demografie
Componența lingvistică a localității Plebanivka
     Ucraineană (99,83%)
     Alte limbi (0,17%)
Conform recensământului din 2001, majoritatea populației localității Plebanivka era vorbitoare de ucraineană (99,83%), existând în minoritate și vorbitori de alte limbi.